# Bretzfeld
Bretzfeld è un comune tedesco di 12 205 abitanti, situato nel land del Baden-Württemberg.